# Jacochów
Jacochów – wieś w Polsce położona w województwie łódzkim, w powiecie skierniewickim, w gminie Maków.
W latach 1975–1998 miejscowość administracyjnie należała do województwa skierniewickiego.
W latach 1977–1983 w gminie Łyszkowice.